# EY Андромеды
EY Андромеды (лат. EY Andromedae) — одиночная переменная звезда* в созвездии Андромеды на расстоянии (вычисленном из значения параллакса) приблизительно 2723 световых лет (около 835 парсеков) от Солнца. Видимая звёздная величина звезды — от менее +18m до +13,3m.

## Характеристики
EY Андромеды — красный гигант, пульсирующая переменная звезда, мирида (M) спектрального класса M7-M9, или K5, или M3, или M7, или M8-M10, или M8,2-M10, или M8,5, или M9, или M10III.